# Euploea flaminia
Euploea flaminia är en fjärilsart som beskrevs av Hans Fruhstorfer 1904. Euploea flaminia ingår i släktet Euploea och familjen praktfjärilar. Inga underarter finns listade i Catalogue of Life.